# Дершињи
Дершињи (фр. Derchigny) насеље је и општина у северној Француској у региону Горња Нормандија, у департману Приморска Сена која припада префектури Дјеп.
По подацима из 2011. године у општини је живело 569 становника, а густина насељености је износила 119,79 становника/km². Општина се простире на површини од 4,75 km². Налази се на средњој надморској висини од 100 метара (максималној 116 m, а минималној 40 m).

## Демографија
| 1962. | 1968. | 1975. | 1982. | 1990. | 1999. | 2011. |
| ----- | ----- | ----- | ----- | ----- | ----- | ----- |
| 282   | 291   | 314   | 379   | 384   | 416   | 569   |

График промене броја становника у току последњих година